# 皮佐费拉托
皮佐费拉托（義大利語：Pizzoferrato），是意大利基耶蒂省的一个市镇。总面积30平方公里，人口1163人，人口密度38.8人/平方公里（2009年）。ISTAT代码为069066。